# DOP
DOP (dilution of precision с англ. — «снижение точности») — термин, использующийся в области систем глобального позиционирования для параметрического описания геометрического взаиморасположения спутников относительно антенны приёмника. Когда спутники в области видимости находятся слишком близко друг к другу, говорят о «слабой» геометрии расположения (высоком значении DOP), и, наоборот, при достаточной удалённости геометрию считают «сильной» (низкое значение DOP). Термин может применяться не только в спутниковом позиционировании, но и в других системах локации, включающих другие географически разнесённые станции.

## Факторы, влияющие на снижение точности
- орбиты спутников;
- наличие объектов-помех, закрывающих необходимые области неба;
- влияние атмосферы;
- отражение радиоволн.

## Параметры
- HDOP (horizontal DOP) — снижение точности в горизонтальной плоскости
- VDOP (vertical DOP) — снижение точности в вертикальной плоскости
- PDOP (position DOP) — снижение точности по местоположению
- TDOP (time DOP) — снижение точности по времени
- GDOP (geometric DOP) — суммарное геометрическое снижение точности по местоположению и времени

Эти параметры являются функциями соответствующих матриц ковариации, состоящих из элементов в глобальной или локальной геодезической системе координат.
Они могут быть получены математически по положению доступных спутников (источников навигационного сигнала).
Многие GNSS-приёмники позволяют отображать текущее расположение всех спутников («созвездие спутников») вместе со значениями DOP.
При этом,
{\displaystyle PDOP^{2}=HDOP^{2}+VDOP^{2}}; и {\displaystyle GDOP^{2}=PDOP^{2}+TDOP^{2}}.
Необходимо отметить, что всё вышеописанное справедливо не только для GPS-систем, но и, например, для систем электронного противодействия
(англ. electronic warfare), при определении положения вражеских источников излучения, таких как помехопостановщиков или просто средств радиообмена.
Использование интерферометрических методов предпочтительнее в системах со степенями свободы, недоступных для анализа из-за неподходящего расположения источников сигнала.
| Значение DOP | Точность      | Описание |
| ------------ | ------------- | --- |
| ≤1           | Идеальная     | Рекомендуется к использованию в системах, требующих максимально возможную точность во всё время их работы                                              |
| 2-3          | Отличная      | Достаточная точность для использования результатов измерений в достаточно чувствительной аппаратуре и программах                                       |
| 4-6          | Хорошая       | Рекомендуемый минимум для принятия решений по полученным результатам. Результаты могут быть использованы для достаточно точных навигационных указаний. |
| 7-8          | Средняя       | Результаты можно использовать в вычислениях, однако рекомендуется озаботиться повышением точности, например, выйти на более открытое место.            |
| 9-20         | Ниже среднего | Результаты могут использоваться только для грубого приближения местоположения                                                                          |
| 21-50        | Плохая        | Выходная точность ниже половины футбольного поля. Обычно такие результаты должны быть отброшены.                                                       |

## Геометрическая интерпретация
Величины PDOP при наблюдении четырех спутников связана с объемом тетраэдра, стороны которого соединяют концы единичных векторов. Чем больше объем тетраэдра, тем меньше PDOP. Тетраэдр самого большого объема возможен в случае, когда один из спутников находится в зените, а три остальных спутника расположены с равными по азимуту расстояниями ниже горизонта с углом возвышения 19,47 градусов: GDOP при этом будет составлять 1,581. Естественно, GPS приемник не способен принимать сигналы от спутников, расположенных ниже горизонта, поэтому наименьший GDOP (1,732) достижим в случае, когда один из спутников находится в зените, а три остальных спутника расположены вблизи горизонта через 120 градусов по азимуту..